# Adrien d'Oudenbosch
Pour les articles homonymes, voir Oudenbosch.
Adrien d'Oudenbosch (en latin : Adrianus de Veteribusco, en néerlandais : Adriaan Oudenbosch), né à Oudenbosch avant 1425 et mort à Liège en 1482, est un moine bénédictin, chroniqueur de la principauté de Liège.

## Biographie
Oudenbosch rejoint l'abbaye Saint-Laurent de Liège en 1440, où il devient chantre, bibliothécaire et cellarius. En 1467, au plus tôt, il est le confesseur de Gwijde van Brimeu, mieux connu sous le nom de Guy de Humbercourt, le dur lieutenant de Charles le Téméraire, qui allait devenir gouverneur (stathouder) de Liège. En 1468, Oudenbosch obtint du duc que l'abbaye Saint-Laurent soit épargnée de la destruction à laquelle la « ville ardente » fut livrée. L'année suivante, il se rend à Gand avec Humbercourt. Comme intime, il a connaissance de nombreux événements de première main. Au plus tard en juin 1472, Oudenbosch est de retour dans son abbaye, où il meurt en 1482.

## Œuvre
Une histoire de la translation de reliques de l'église Sint-Pieters à Incourt vers l'église Saint-Jacques à Louvain est conservée, mais est probablement copiée d'un texte plus ancien. 
Son œuvre principale est la continuation de la Chronique de Jean de Stavelot sur les princes-évêques de Liège. Oudenbosch a écrit clairement et en détail sur la période 1429-1482 sous Jean de Heinsberg et Louis de  Bourbon. Il tient également une sorte de journal sur les événements liégeois jusqu'en 1468. 
En 1723, pour des raisons inconnues, le bibliothécaire de l'abbaye, Célestin Lombard, a renoncé à conserver quinze ouvrages d'Oudenbosch dont peu subsistent encore. 

## Publications (sélection)
- Brevis historia collegiatae Sancti Petri Eyncurtensis ecclesiae ad Lovaniensem Sancti Jacobi parochialem ecclesiam translatae, circa 1470
- Chronicon rerum Leodiensium sub Johanne Heinsbergio et Ludovico Borbonio episcopis, circa 1468-1482
- Continuatio Chronici Sancti Laurentii Leodiensis monasterii. Historia monasterii Sancti Laurentii Leodiensis
- Diarium

## Littérature
- Nicolas Mazeure, "Adrian of Oudenbosch", in: G. Dunphy (red.), The Encyclopedia of the Medieval Chronicle, 2010, p. 15-16
- Thierry Toussaint, "Adriaen Oudenbosch, chroniqueur liègeois du quinzième siècle", in: Bulletin de l'institut archéologique de Liège, vol. 108, Luik, 1996, p. 23-73
- Sylvain Balau, Les sources de l'histoire de Liège au Moyen-Age. Étude critique, 1903, p. 619-627